# Cerina Vincent
Cerina Vincent (Las Vegas, 1979. február 7. –) amerikai színésznő és író.
A Power Rangers Lost Galaxy című sorozatban kezdte pályafutását, majd legismertebb alakításaként Suzy Diazt játszotta A zűr közepén című szituációs komédiában.

## Fiatalkora
1979. február 7-én, született Las Vegasban, olasz származású szülők gyermekeként. Édesanyja hatásra kezdett el táncolni. Bejutott a legjobb 15 közé a Miss Teen USA című műsorban. 1997-ben érettségizett a Durango High Schoolban.

## Pályafutása
Első szerepe a 2000-es Néma rettegés című filmben volt. 2001-ben feltűnt a Már megint egy dilis amcsi film című filmben, mint folyamatosan meztelen külföldi cserediák. 2020-ben a Skin: A History of Nudity in the Movies című dokumentumfilmben mesélt erről a rendhagyó szerepről, melyet eleinte többször is visszautasított.
2013-ban a Peren kívül szerelem című tévéfilmben vállalt szereplést. 2016 és 2018 között A zűr közepén című sorozat egyik főszereplője volt.

## Filmográfia

### Film
| Év   | Magyar cím                      | Eredeti cím                                              | Szerep                      | Magyar hang         |
| ---- | ------------------------------- | -------------------------------------------------------- | --------------------------- | ------------------- |
| 2000 | Néma rettegés                   | Fear Runs Silent                                         | June                        |                     |
| 2002 | Már megint egy dilis amcsi film | Not Another Teen Movie                                   | Areola                      | Györfi Anna         |
| 2003 |                                 | Darkened Room (rövidfilm)                                | lány                        |                     |
| 2003 | Kabinláz                        | Cabin Fever                                              | Marcy                       | Kiss Virág Magdolna |
| 2004 |                                 | Final Sale (rövidfilm)                                   | Cerina                      |                     |
| 2004 |                                 | Murder-Set-Pieces                                        | Los Angeles-i lány          |                     |
| 2005 |                                 | Intermedio                                               | Gen                         |                     |
| 2005 | A nő másik arca                 | Conversations with Other Women                           | Sarah                       |                     |
| 2005 |                                 | It Waits                                                 | Danielle "Danny" St. Claire |                     |
| 2006 | Hullámok szárnyán               | The Surfer King                                          | Tiffany                     | Gulás Fanni         |
| 2006 |                                 | Seven Mummies                                            | Lacy                        |                     |
| 2006 |                                 | Sasquatch Mountain                                       | Erin Price                  |                     |
| 2006 |                                 | Pennies                                                  | Kimberly                    |                     |
| 2007 | Visszatérés a Kísértet-hegyre   | Return to House on Haunted Hill                          | Michelle                    | Huszárik Kata       |
| 2007 | Szerelem olasz módra            | Everybody Wants to Be Italian                            | Marisa Costa                | Németh Borbála      |
| 2008 |                                 | Toxic                                                    | Malvi                       |                     |
| 2008 | Csak egy kis kurázsi            | Just Add Water                                           | The Mrs.                    |                     |
| 2008 |                                 | Fashion Victim                                           | tévés riporter              |                     |
| 2010 |                                 | The United Monster Talent Agency (rövidfilm)             | Kay                         |                     |
| 2012 |                                 | Complacent                                               | Myah Sanderson              |                     |
| 2012 |                                 | Chasing Happiness                                        | Andrea                      |                     |
| 2012 |                                 | MoniKa                                                   | Monika                      |                     |
| 2013 |                                 | Skypemare (rövidfilm)                                    | Alison                      |                     |
| 2015 |                                 | Tag                                                      | Christine                   |                     |
| 2015 |                                 | Freaks of Nature                                         | Daisy                       |                     |
| 2015 |                                 | Tales of Halloween                                       | Ellena Bishop               |                     |
| 2017 |                                 | Broken Memories                                          | Sara                        |                     |
| 2018 |                                 | The Work Wife                                            | Jen                         |                     |
| 2020 |                                 | Skin: A History of Nudity in the Movies (dokumentumfilm) | önmaga                      |                     |
| 2020 |                                 | Killing Eleanor                                          | Laurie                      |                     |
| 2023 |                                 | That's a Wrap                                            | Alexis                      |                     |
| 2024 |                                 | Legend of the White Dragon                               | Rebecca Reed                |                     |

### Televízió
| Év        | Magyar cím               | Eredeti cím                     | Szerep                      | Megjegyzések                             |
| --------- | ------------------------ | ------------------------------- | --------------------------- | ---------------------------------------- |
| 1998      |                          | USA High                        | lány                        | 1 epizód                                 |
| 1999      |                          | Power Rangers Lost Galaxy       | Maya / Sárga Galaxis Ranger | főszereplő                               |
| 2000      | Alul semmi               | Undressed                       | Kitty                       | 3 epizód                                 |
| 2000      |                          | Power Rangers Lightspeed Rescue | Maya / Sárga Galaxis Ranger | 2 epizód                                 |
| 2000–2002 | Tengerparti fenegyerek   | Son of the Beach                | Mandy / lányszövetség tagja | 2 epizód                                 |
| 2001      |                          | City Guys                       | Nicole                      | 1 epizód                                 |
| 2001      | Már megint Malcolm       | Malcolm in the Middle           | Cindy                       | 1 epizód                                 |
| 2001      |                          | Dead Last                       | TatCindyum                  | 1 epizód                                 |
| 2001      |                          | Felicity                        | Denise Jensen               | 1 epizód                                 |
| 2002      | Ally McBeal              | Ally McBeal                     | Penny                       | 1 epizód                                 |
| 2005      | CSI: A helyszínelők      | CSI: Crime Scene Investigation  | Gwen                        | 1 epizód                                 |
| 2005      |                          | Palmetto Pointe                 | lány a partin               | 1 epizód                                 |
| 2005      | Szex, hazugság, szerelem | Sex, Love & Secrets             | partilány                   | 1 epizód                                 |
| 2006      | Dr. Csont                | Bones                           | Denise                      | 1 epizód                                 |
| 2007      |                          | Manchild                        | Nina                        | tévéfilm                                 |
| 2007      |                          | Grasping At Straws              | Tracy                       | 1 epizód                                 |
| 2007      |                          | Wifey                           | Goldie                      | tévéfilm                                 |
| 2008      | Két pasi – meg egy kicsi | Two and a Half Men              | LuLu                        | 1 epizód                                 |
| 2009      | Elvált Gary              | Gary Unmarried                  | Miss St. James              | 1 epizód                                 |
| 2012      |                          | Zombie Family                   | Cindy Apple                 | 1 epizód                                 |
| 2012      | Mike és Molly            | Mike & Molly                    | Desri                       | 1 epizód                                 |
| 2012      |                          | The Walking Dead: Cold Storage  | Kelly                       | 2 epizód                                 |
| 2013      | Peren kívüli szerelem    | The Thanksgiving House          | Ashleigh                    | tévéfilm                                 |
| 2014      | A munka hősei            | Workaholics                     | Laura                       | 3 epizód                                 |
| 2014      | Kaliforgia               | Californication                 | Lisa                        | 1 epizód                                 |
| 2014      |                          | Jennifer Falls                  | Caroline                    | 1 epizód                                 |
| 2015      |                          | Stay Filthy, Cali               | barátnő                     | - 3 epizód - producer és író             |
| 2016–2018 | A zűr közepén            | Stuck In The Middle             | Suzy Diaz                   | - főszereplő - magyar hangja: Orosz Anna |
| 2017      |                          | Scary Endings                   | Becky (hangja)              | 1 epizód                                 |
| 2019      | NCIS: Los Angeles        | NCIS: Los Angeles               | Lucy Garcia                 | 1 epizód                                 |
| 2020      |                          | My Daughter's Psycho Friend     | Melissa                     | tévéfilm                                 |
| 2020      | Partra vetett rejtély    | Secrets in the Water            | Laura                       | tévéfilm                                 |